# USS Johnston (DD-557)
Lo USS Johnston (hull classification symbol DD-557) fu un cacciatorpediniere della United States Navy, entrato in servizio nell'ottobre 1943 e parte della classe Fletcher.
Attiva durante la seconda guerra mondiale nel teatro bellico del Pacifico, la nave venne affondata il 25 ottobre 1944 al largo delle Filippine da unità navali giapponesi durante gli eventi della battaglia del Golfo di Leyte.
Il relitto giace sul fondale ad oltre 6400 metri di profondità. Nel 2021 una spedizione di scienziati è riuscita a raggiungere il relitto, stabilendo un record di discesa in profondità.